# フジ (植物)
フジ（藤、学名: Wisteria floribunda、別名: ノダフジ）は、マメ科フジ属のつる性落葉木本で日本の固有種。本州（主に青森県津軽以南）、四国、九州にかけて分布する。花が咲く時期には「藤棚」が鑑賞・観光の対象となる。
日本では同属のものに近畿地方以西に分布するヤマフジ W. brachybotrys があり、時に混同される。またシナフジ W. sinensis などの国外の種も栽培されることがあるが、日本では本種が用いられることが大半である。

## 名称
和名フジの由来には定説がないが、一説には本来「フヂ」と呼称・発音され、風が吹く度に花が散るので「吹き散る」の意であるという。漢字表記の「藤」は、本来は中国産の種であるシナフジを中国で紫藤と表記したことにより、日本でこれを省略して当てたものである。藤という字そのものは藤本（とうほん）、すなわちつる性で木本性の植物を指す言葉である。
別名にノダフジ（野田藤）があり、これは摂津国野田村（現在の大阪市福島区周辺）の地名に由来する。野田村は「吉野の桜、高尾（高雄）のもみじ、野田の藤」と言われるほどフジの名所であった。その他の地方名に、ツルフジ、フジヅル、ハナフジなどでもよばれている。
なお、ヤマフジは下記のようによく似た別種の標準和名であるが、本種の野生品、あるいは山のフジ、ということでフジのことをヤマフジと呼ぶ場合があり、誤用と見られる事例もある。

## 分布・生育地
日本の固有種。本州（主に青森県津軽以南）・四国・九州の温帯から暖帯に、低山地や平地の林に分布する。低山地や平地の林縁、山野、谷あいの崖地、林の中などに普通に見られる。往々にして、足場の悪いところに自生している。古くから観賞用として、庭園などにも植栽されている。また、北海道の各地にも移入、植栽されている。

## 形態・生態
落葉性のつる性の木本。茎ははじめ草質で、生長が早くて長く伸び、蔓は上から見て右巻き（S巻き）になり他物に巻き付く。のちに木質化して老大し、直径10センチメートル (cm) に達する。樹皮は灰褐色で皮目が多く、太いものは不規則に隆起する。一年枝は淡灰褐色で、当初は褐色の短毛を密生するが後に無毛になり、短枝も出る。春の芽吹きは、葉と花が同時に冬芽から展開する。
葉は互生して、長さ20 - 30センチメートル (cm) になり、奇数羽状複葉で小葉は11 - 19枚からなる。個々の小葉は卵状長楕円形から狭卵形で、長さ4 - 10 cm、幅2 - 2.5 cm、先端は突き出し、そのまた先は丸い。基部はほぼ円形をしている。小葉はほぼ無毛で、若葉には毛がある。葉質は草質で薄く、上面につやがあり、葉縁には鋸歯がなく滑らかとなっている。秋になると、日当たりのよいところでは濃い黄色に紅葉する。落葉すると小葉はバラバラになる。
花期は春から初夏（4 - 6月ごろ）で、フジ属の中で最も長い総状花序を持ち、花序は枝の先端に出て下に垂れるように伸びて、普通は20 - 50 cm、長いものでは100 cmにも達し、多数の花を付ける。本種である牛島のフジは明治時代には約300 cmの花序をつけたことがあり、それから生まれた栽培品種のノダナガフジ（紫長藤、九尺藤）も条件により花序が200 cmに達する。その花数は時に100個を超え、開花はその花序のつけ根側から先端に向かって咲いていく。開花は数日かかるので、その初期には花序は綺麗な倒円錐形をなす。花序の軸や小花柄には白く短い毛が密生している。苞は狭卵形で長さ1.5ミリメートル (mm) ほど、小花柄は長さ15 - 25 mm。花は紫から淡紅色（いわゆる藤色）、または白色である。萼は椀型で裂片は5，そのうち上の2つがやや合着し、最下のものが一番大きいのはこの属の特徴であるが、本種では最下の裂片は狭三角形で先端が長く伸びている。旗弁（上側の立っている花弁）はほぼ円形をしており、径10 - 13 mm、先端がわずかに突き出しており、基部は心形となっていて短い爪状突起があり、舷部の基部の中央には襞がある。ちなみにこの旗弁の基部の突起は、翼弁を押さえることで旗弁がしっかり立ち上がるようになる、という意味がある。翼弁(側面にある花弁)は竜骨弁(下面のボート状で中に雄蕊や雌蘂を納める花弁)とほぼ長さが同じで長さ15 - 20 mm、やや長い爪状突起がある。雄蕊は10本あり、左右2群に分かれるが、旗弁の側の1本は離生し、長さ13 - 17 mm。
果期は10 - 12月。花が終わると大型の豆果が垂れ下がる。豆果（さや）は長さ10 - 30 cm、幅2 - 2.5 cmもあり、細長い狭倒卵形で扁平になっており、表面にはビロード状の短い毛を密生している。その果皮は厚く、熟すると木質化してかたくなり、冬になって空気が乾燥してくると左右の2片に裂けて弾け、それぞれがねじれて種子を飛び散らせる形で散布する。種子は円形で扁平、径11 - 12 mm、褐色で光沢がある。染色体数 2 n=16。
冬芽は鱗芽で互生し、長卵形で赤褐色をしており2 - 3枚の芽鱗に包まれている。冬芽の基部は横に膨らむ。短枝には多数の冬芽がつく。葉痕は半円形で、維管束痕は3個つく。

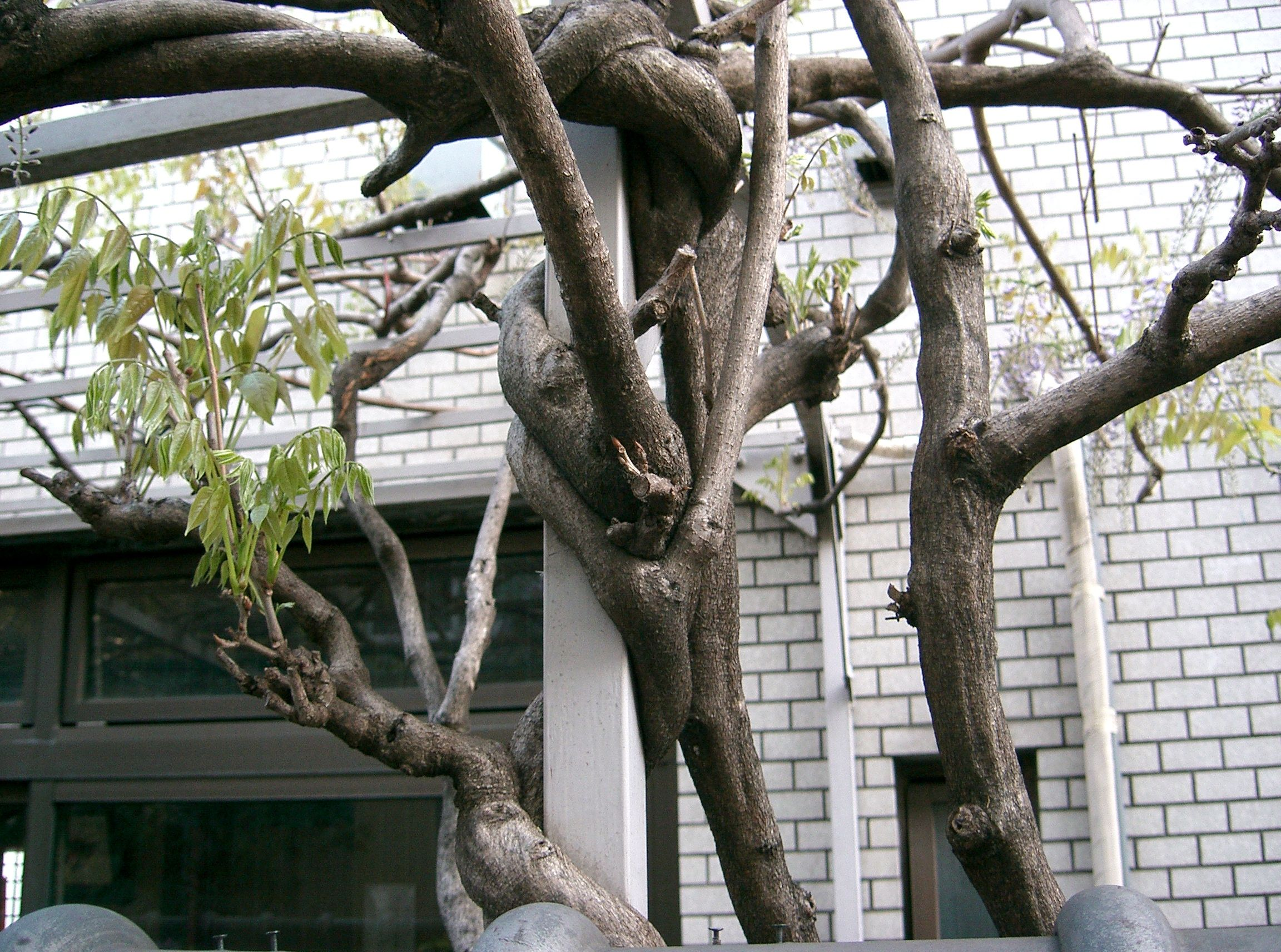
樹皮
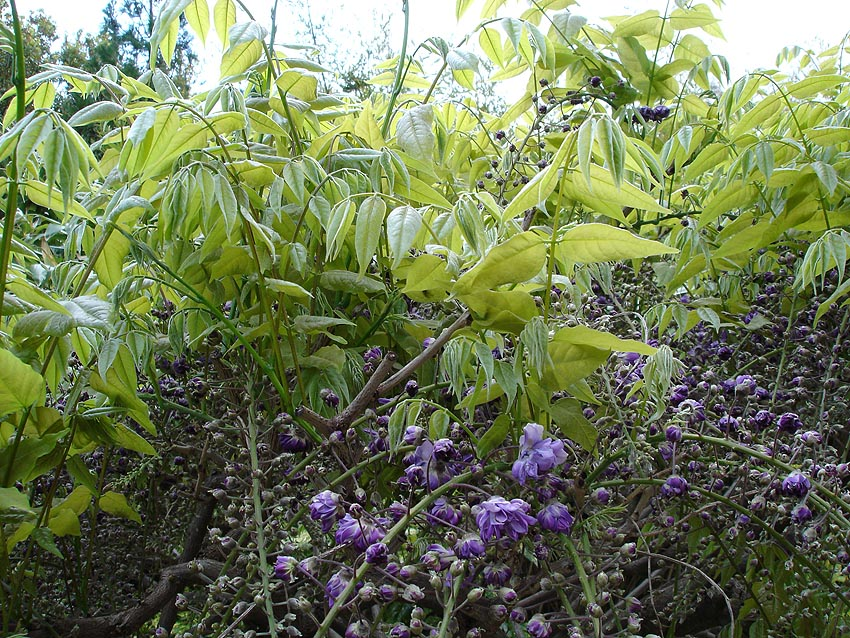
葉
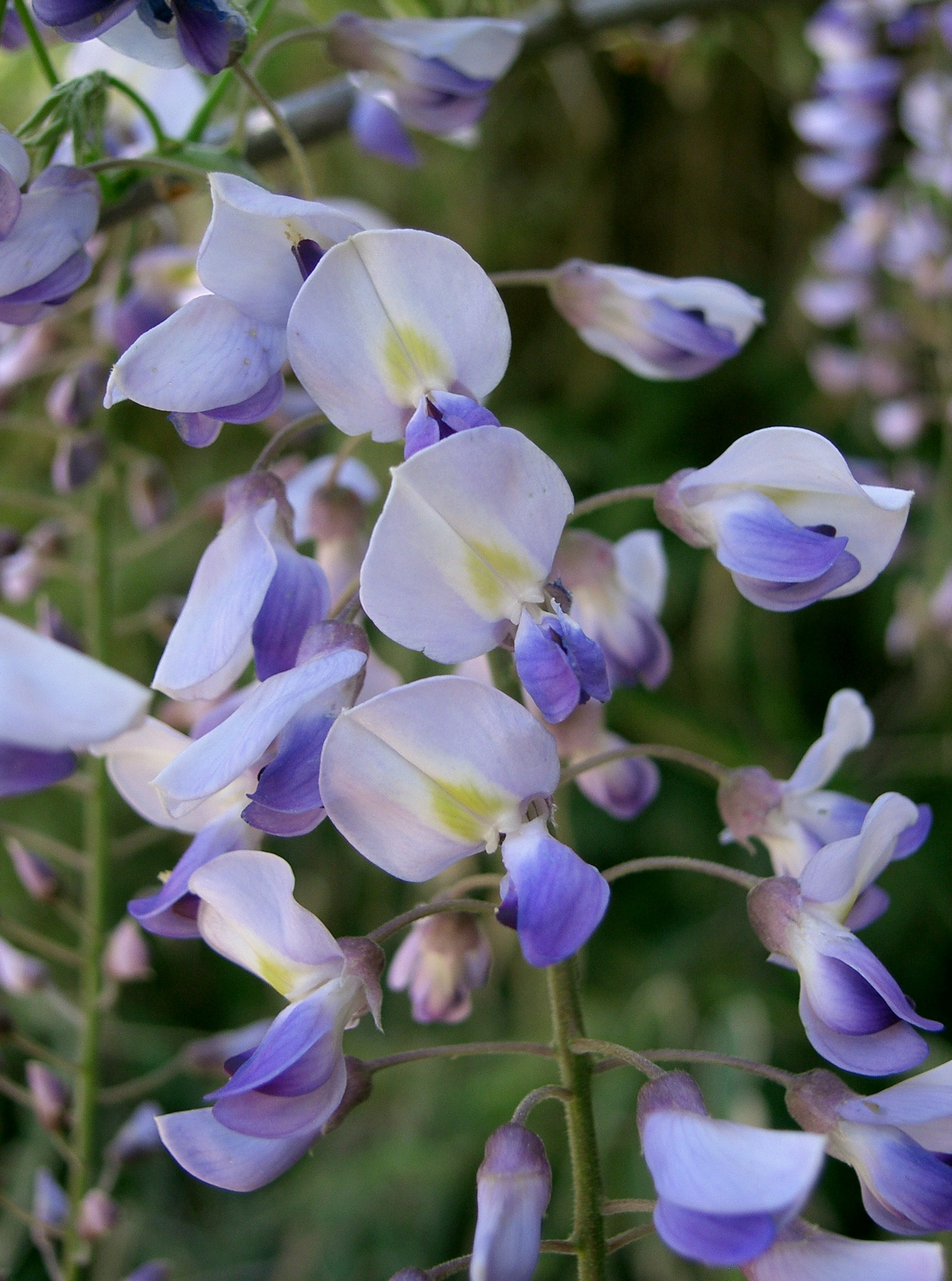
花
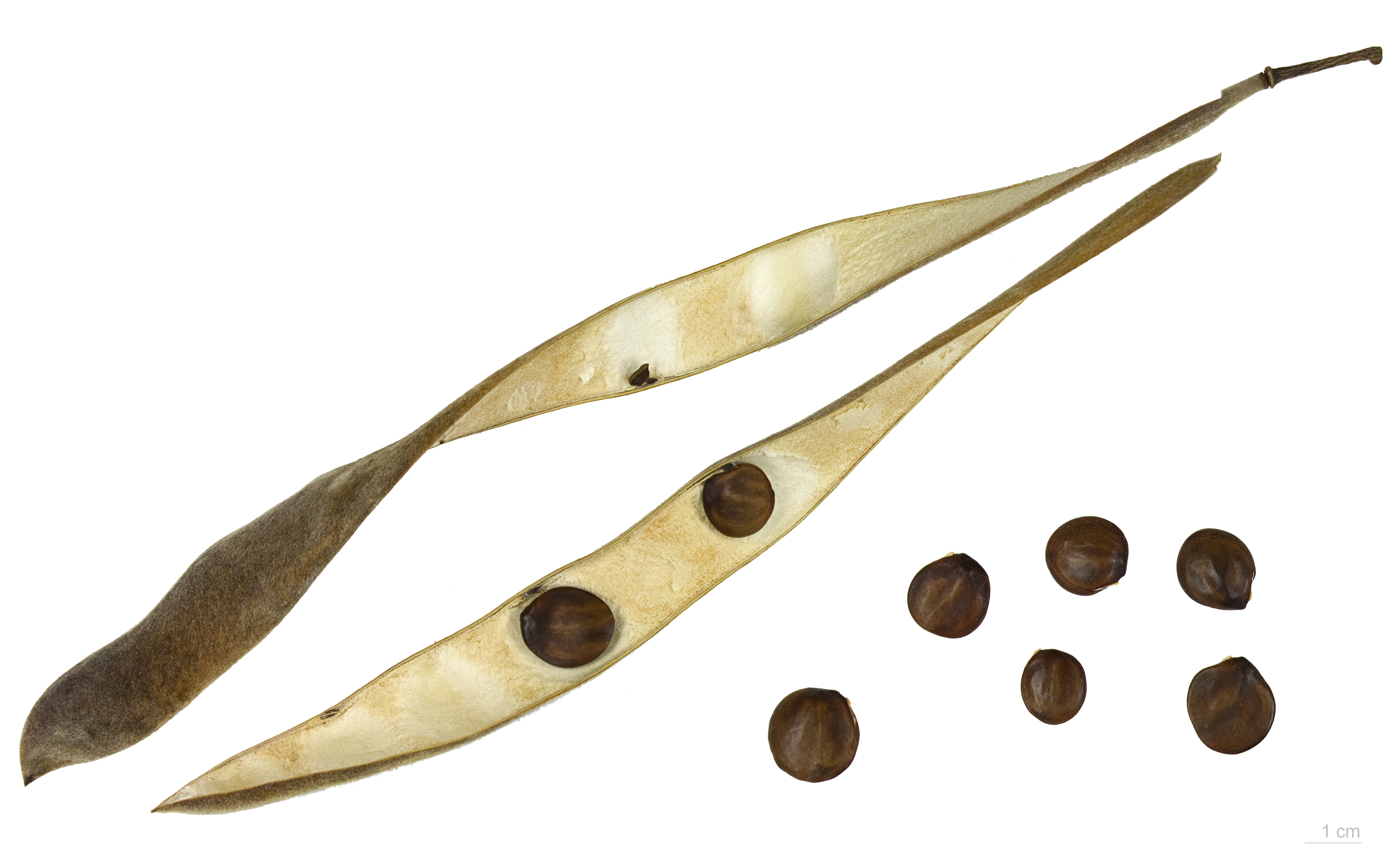
種

### 生態など
つるは木に巻きついて登り、樹冠に広がる。直射日光の差す場所を好む、好日性植物である。花序は長くしだれて、20 cmから80 cmに達する。他のマメ科植物同様、夜間は葉をすぼめる。
本種は高木に巻き付いて登り、その樹幹に葉を広げる。その枝葉は高木の葉を被って日光を遮り、また幹は樹木の幹を締め付けて肥大成長を阻害するので、樹木は生長を阻害され、時に枯死する。
種子散布に関しては、上述の通りに乾燥すると鞘が二つに裂開し、それぞれがよじれることで種子を飛ばすが、この際の種子の飛ぶ力は大変なもので、当たって怪我をした人が実在するという。また寺田寅彦は、種子が莢から飛び出して障子に当たったことから興味を持ち、実験によって初速を計算し、秒速10 mで飛んでいくこと割り出している。また、それについて随筆を書いているとのこと。

## 近縁種・類似種など
フジの所属するフジ属には日本、中国と北アメリカに合わせて6種が知られ、そのうちで日本に自生するのは本種の他に以下の種がある。
- W. brachybotrys ヤマフジ

フジとヤマフジは蔓の巻き方が異なるほか、違いは以下の通り。
- ヤマフジは葉の側小葉が4〜6対と、フジ(5〜9対)よりかなり少ない。
- ヤマフジの葉裏には毛がある。フジでは成熟時に無毛となる。
- ヤマフジの花序は長さが10〜20 cmにしかならず、フジ(20-90 cm)より遙かに短い。そこに花の柄が同じかやや長いので、花序の形は細長い紐状でなく、まとまった房のようになる。
- ヤマフジの苞は卵形、フジでは狭卵形。
- ヤマフジは種子が黒褐色（フジは褐色）。
- ヤマフジは蔓が左巻き（Z巻き）で、右巻き（S巻き）のフジと逆。

なおヤマフジは京都や奈良県、滋賀県には見られないので、古代にフジとされるものにはヤマフジはほぼ含まれない。
中国産のシナフジ W. sinensis も栽培されることがあるが、これはヤマフジに似たものである。アメリカ産のアメリカフジ W. frutescens も希に栽培され、やはり花序は長くならない。
他に別属であるがナツフジ Millettia japonica がある。全体に似た植物ではあるがずっと小柄で、7〜8月に黄白色の花を咲かせる。系統的にもフジ属と特に近縁なものと考えられている。

### フジの名を持つもの
フジは古代より親しまれてきたもので、色としても藤色が通用する。そのためにフジの特徴に類似する特徴を持つためにこの名を持つ植物は数多い。以下に代表的なものを挙げる。
- 花の姿形から
  - ナツフジ Millettia japonica[33]
  - クサフジ Vicia cracca[34]
  - ノボリフジ Lupinus luteus - いわゆるルピナスの和名、標準和名はキバナノハウチワマメ[35]
  - フジボグサ Uraria crinita[36]
  - フジウツギ Buddleja japonica
  - ニワフジ Indigofera decora[37]
  - フジカンゾウ Hylodesmum oldhamii[38]
  - フジマメ Lablab purpurea[39]
  - フジバカマ Eupatrium japonicum

- その他
  - フジキ Platyosprion platycarpum - 葉が似ているため[40]

なおフジアザミ Cirsium purpuratum やフジイバラ Rosa fujisanensis などの場合、フジは富士山のことなので本種とは無関係である。ちなみにフジシダ Monachosorum maximoviczii は富士でも尾張富士である。

## 人間との関わり
日本人の生活や伝統文化に密接な関連を持つ植物で、古くから観賞用に栽培されて園芸品種も多く、天然記念物に指定されている個体もある。つるが丈夫なため、家具や民具を作るのに使われる。配糖体を含有して有毒であるが、薬として利用されることがある。

### 利用
他のつる性植物同様に民具の素材とされてきた。蔓は繊維が丈夫で、これを編んで椅子や籠を作ることが行われ、また繊維を取って布や紐の材料に利用されても来た。
紀伊半島では、筏流しの編筏にも使用された。こちらは大きな負荷がかかることから、立ち上がって林木にからんでいる部分は強度が弱いとされ、地面に這っている部分が使用されている。
かつて繊維から布を織ったことでも知られている。この藤布を衣服としたことも知られ、主に庶民が用いるもので、江戸時代までは仕事着に用いられた。ただし平安時代の貴族では喪服の時のみ藤衣を着用したという。藤織りは、奈良時代の『万葉集』の歌に「藤衣」の名で謡われるほど古い歴史を持つが、現代では京都府宮津市など一部地域で丹後藤織り（たんごふじおり）が伝承されているだけである。フジの樹皮の内皮繊維から作られる糸は丈夫でしなやかという特徴があり、丹後地方では藤織りの反物を「ノノ」と呼び親しまれ、京都府無形民俗文化財に指定されている。

### 観賞用
観賞用に用いられることも多い。平安から鎌倉にかけては松の緑を背景として、そこに絡まって咲く藤の花の美しさが鑑賞の基準とされ、様々な所にそのような記述が見られる。例えば枕草子の84段には「めでたきもの」として「色あひ深く花房（はなぶさ）長く咲きたる藤の花、松にかかりたる」とある。
これを栽培する歴史も長く、庭の藤を愛でる言葉は万葉集にも見られる。
強い日当たりを好むため、日本では公園や庭園などの日光を遮るものがない場所に木材や竹、鉄棒などで藤棚と呼ばれるパーゴラを設置し、木陰を作る場合が多い。天蓋にフジのつるをはわせて整枝され、開花時には隙間から花の穂房が垂れ下がるように咲く。変異性に富んでおり、園芸品種が多い。一才藤（いっさいふじ）として鉢植えや盆栽用に流通するのは、樹高50 cmくらいの一才物のフジである。盆栽では、フジの特徴であるつるを発育させずに剪定して幹だけを残し、これに花房を垂れ下げさせるというものである。
日本で有名なものに亀戸天神社の藤（東京都）、牛島のフジ（埼玉県、国指定特別天然記念物）や骨波田の藤（埼玉県指定天然記念物）、あしかがフラワーパークの藤（栃木県指定天然記念物）、熊野の長フジ（静岡県、国指定天然記念物）、黒木のフジ（福岡県、国指定天然記念物）、河内藤園（北九州市）などの藤がある。これらのうち国際的に有名な名所としては、あしかがフラワーパークと河内藤園があげられる。あしかがフラワーパークの大藤の木は、映画アバターに登場する「魂の木」に似ていると称賛され、2014年1月にCNNにより「フィンランドのオーロラ」や「マダガスカルのバオバブの道 」などと共に「2014年の世界の夢の旅行先10カ所」に日本から唯一選出された。これを切っ掛けとして国際的なフジの名所として外国人観光客が急増した。また河内藤園はフジのトンネルの様子がウェブ上で拡散されたことで外国人人気が高まり、2018年時点で入園者の半分ほどが外国人観光客となっている。

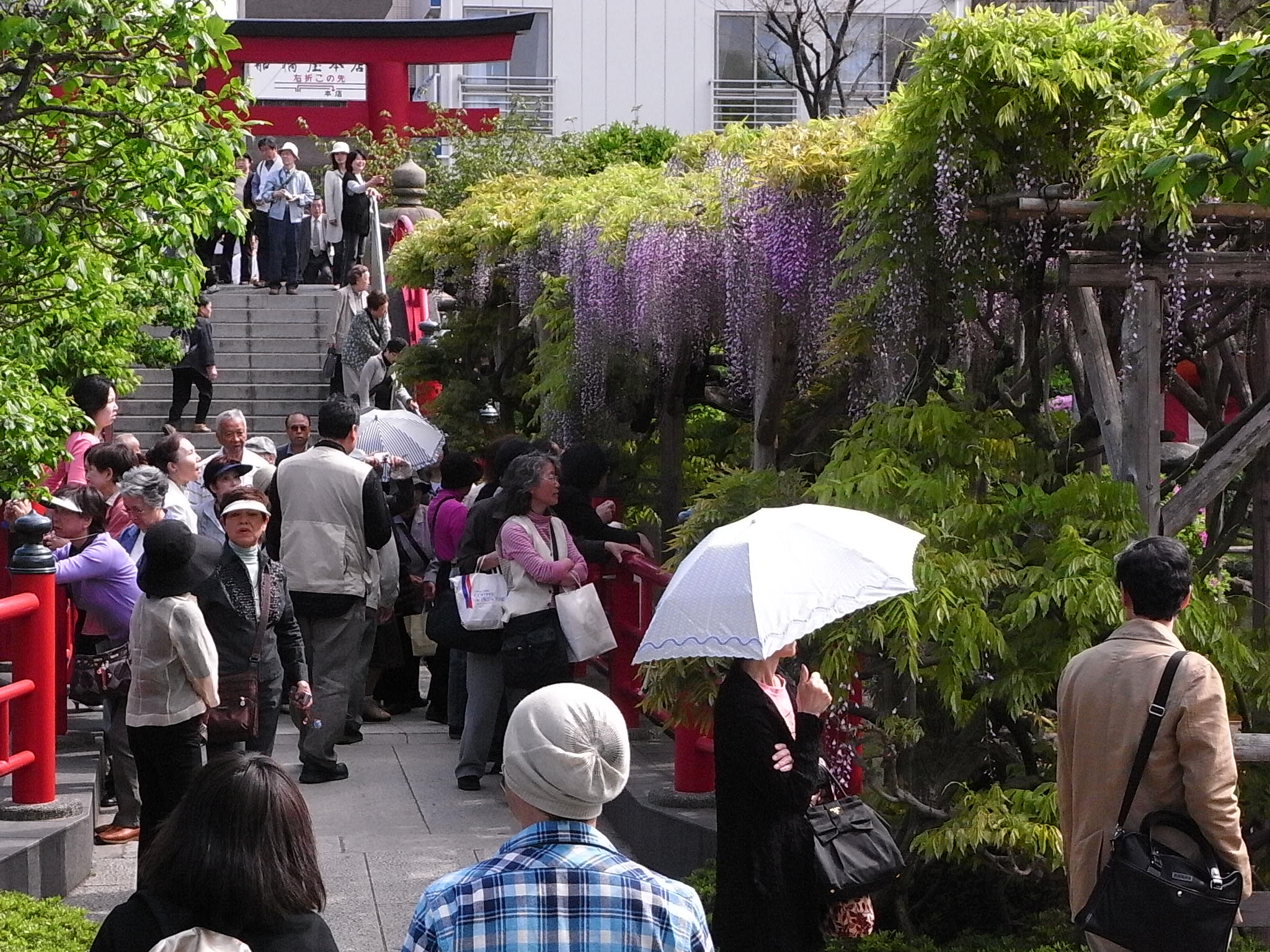
藤まつり（亀戸天神社、2009年4月29日撮影）
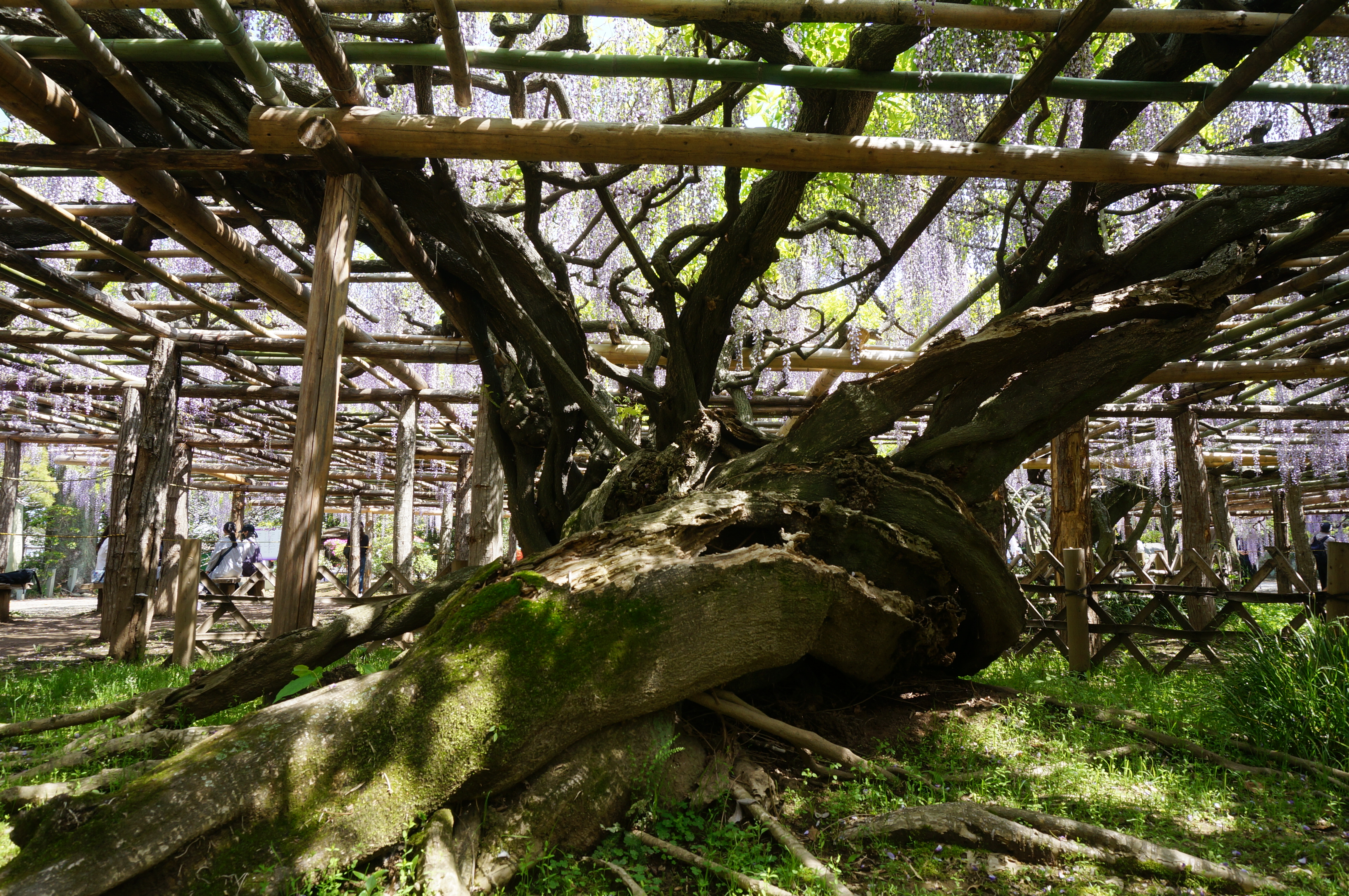
栽培品種ノダナガフジ（九尺藤）の原木の樹齢1200年の牛島のフジの幹（フジ属では唯一の国指定特別天然記念物）
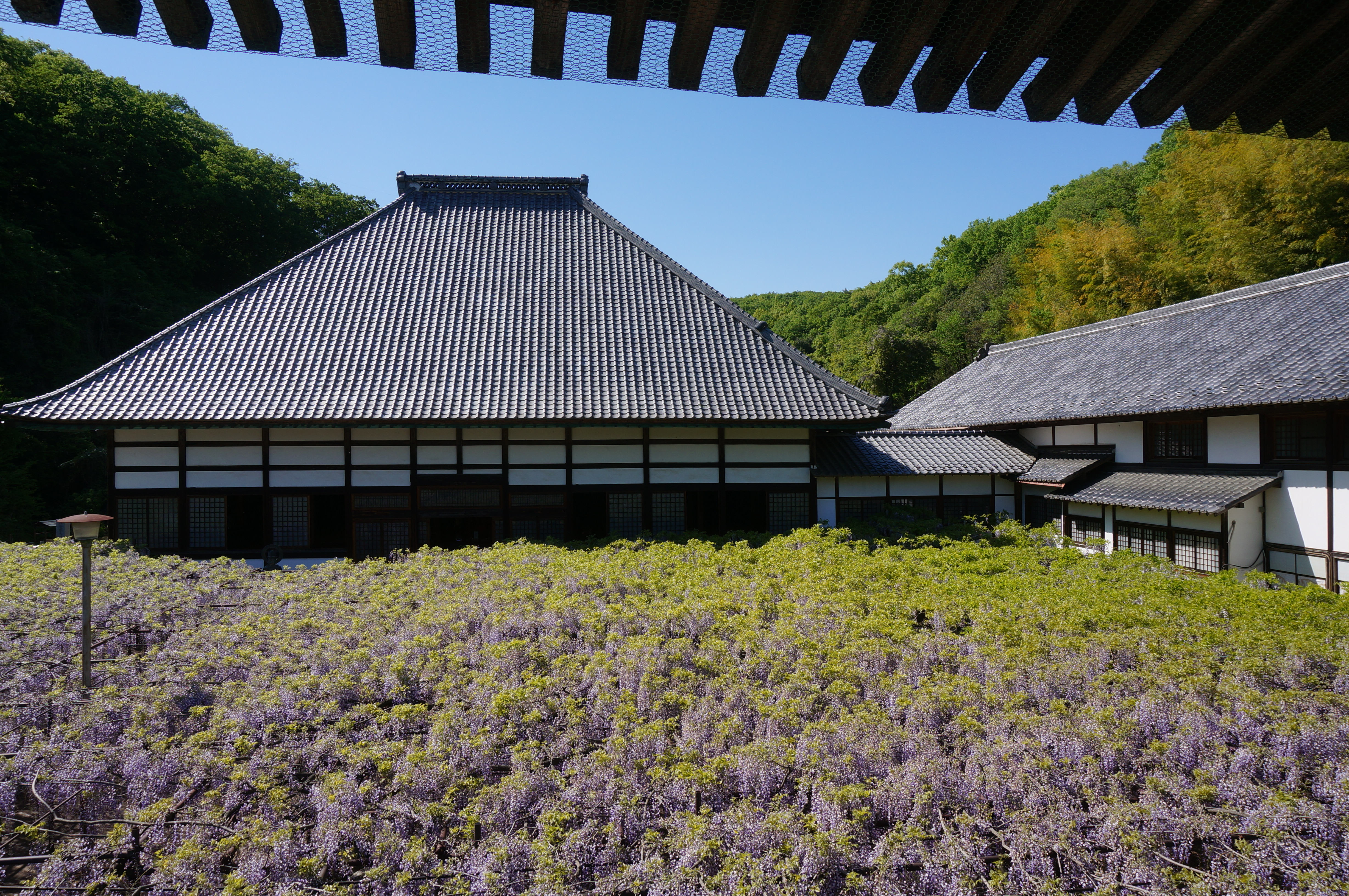
長泉寺山門から見た樹齢650年の骨波田（こつはた）の藤（埼玉県指定天然記念物）
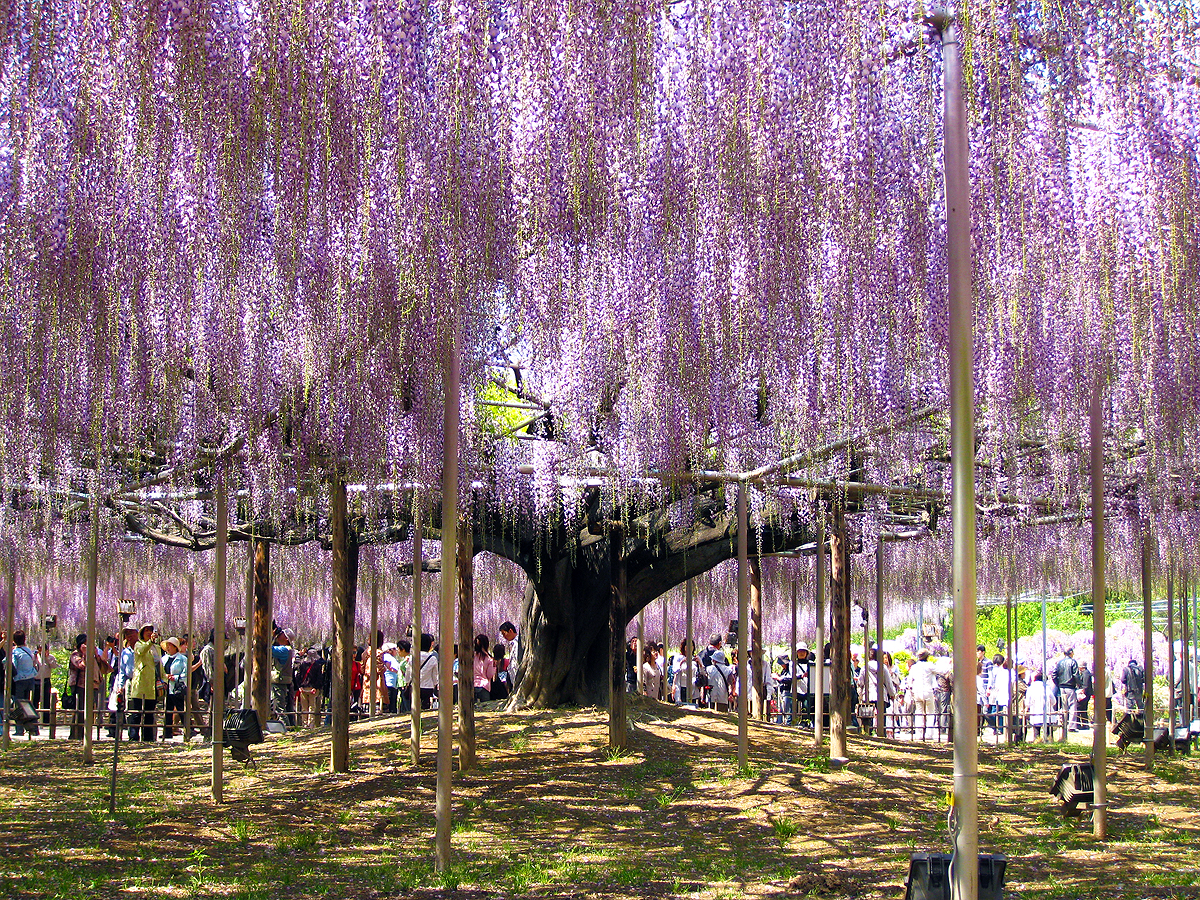
大藤の棚（「迫間のフジ」、栃木県指定天然記念物、あしかがフラワーパーク）
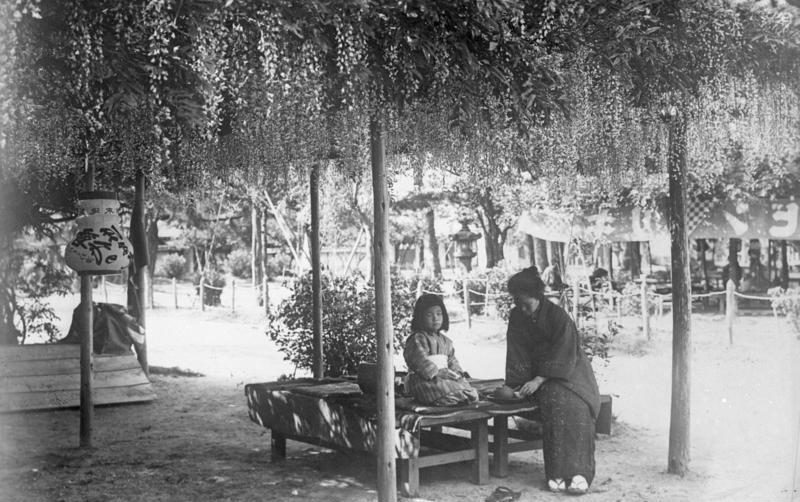
藤棚の下で茶を楽しむ親子

大阪府の旧野田村 (大阪府西成郡)（現・大阪市福島区玉川・野田・吉野・大開など）はノダフジ（野田藤）と呼ばれる藤の名所で、牧野富太郎による命名のきっかけとなった。玉川に鎮座する春日神社には、野田の藤跡碑がある。

### 栽培品種
フジ（ノダフジ）は同属の種の中で、その総状花序がきわめて長いことなどの点で鑑賞価値が高いため、多くの栽培品種が生み出されて藤棚を作るために良く用いられている。本種から生み出された栽培品種として特筆されうるものとしてノダナガフジ（紫長藤、九尺藤）があり総状花序が2mにも達する。ノダナガフジの原木の牛島のフジは明治時代には総状花序が3m近くもあったといい、九尺藤の語源になっている。またヤマフジとそれから生み出された栽培品種は切り花や鉢栽培でよく使用される。シナフジは乾燥に強いためにアメリカやヨーロッパではより多く栽培されており、日本でも栽培されることがあり、例えば宮崎県宮崎市の「オオシラフジ」はシナフジの天然記念物である。アメリカフジは栽培されることが少なく、現地の北アメリカでさえフジ（ノダフジ）の栽培の方が多いという。

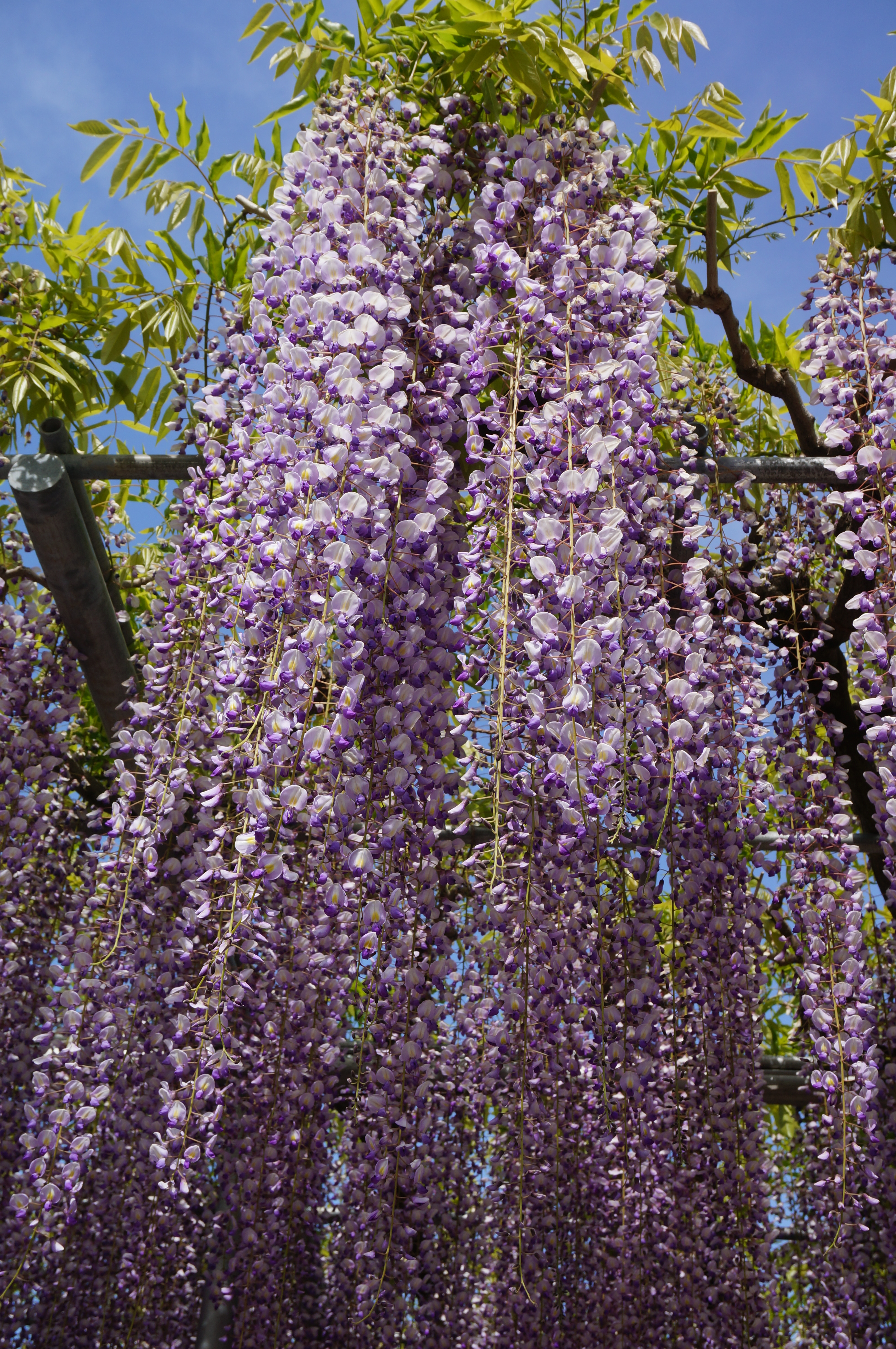
本種の栽培品種のノダナガフジ（野田長藤）
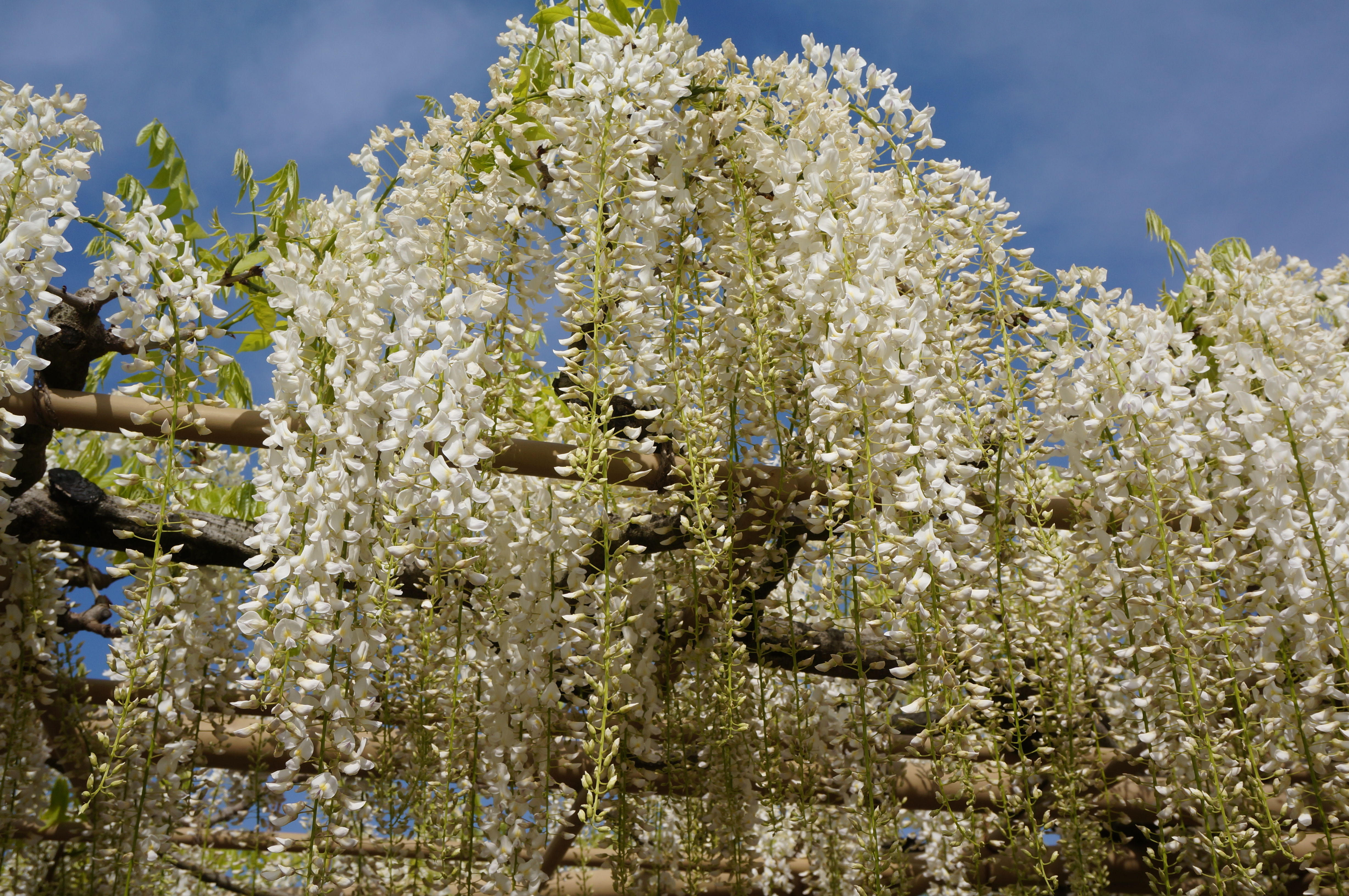
本種の栽培品種のシロナガフジ（白長藤）
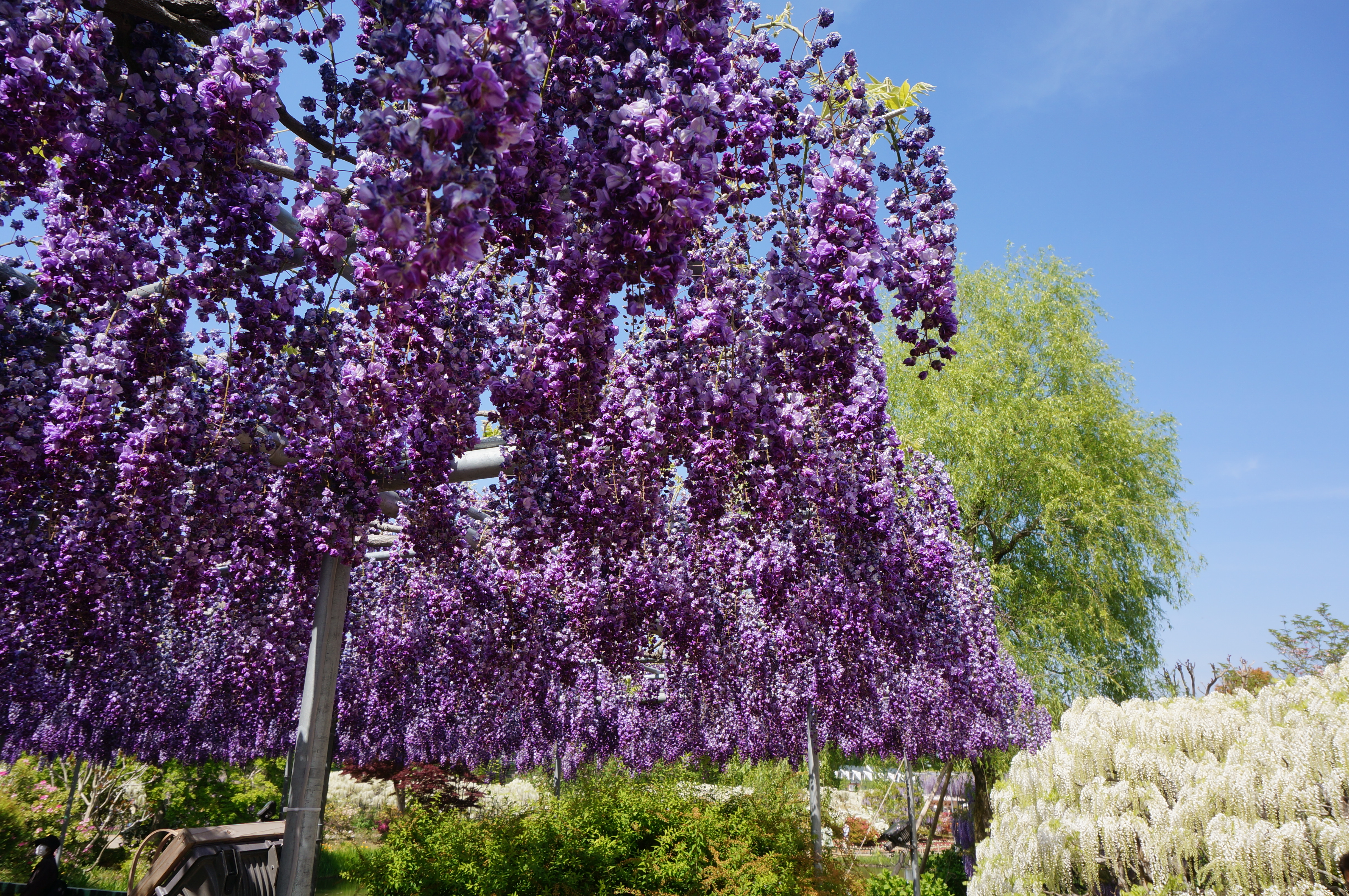
本種の栽培品種のヤエコクリュウ（八重黒龍）

### 食用
若芽ややわらかい若葉と、6分咲きぐらいの花は食べることができる。採取期間は、暖地で3 - 5月、寒冷地で4 - 6月が適期とされる。若芽や若葉の灰汁は弱く、生で天ぷらにしたり、さっと茹でて刻み、おひたし、和え物、油炒め、煮浸し、混ぜご飯、汁の実などにする。つぼみと花はエディブル・フラワーで、シロップ漬けや天ぷら、サラダ、酢の物、寒天寄せ、花酒などにすることができる。花を飯に炊き込んだものは、藤の飯と称する。実は7 - 9月ごろに採取し、莢から取り出し煎り豆にして、つまみにする。
ただし、他のマメ科植物同様にレクチンを中心とした配糖体の毒性が含まれており、多量に摂取すると吐き気、嘔吐、眩暈、下痢、胃痛などを起こすおそれもあるため、あまり食用には適していない。花は食べられるが、種子の肉は緩下剤として作用するといわれる。加熱されていない種子は食中毒の可能性がより高くなる。その他に、樹皮や莢にはウイスタリン（wistarin）、種子には有毒性アルカロイドの一種であるシチシン（cytisine)が存在するという報告も上がっている。

### 薬用
フジ類の植物体には、配糖体のウィスタリン (wistarin) を含有して有毒であるが、少量を腹痛などの薬として利用されることがある。フジコブ（藤瘤）は、フジの途中にできる瘤のようなもので、民間でがんの薬とされる。

### 文化

下り藤

フジの花言葉は、「至福のとき」「恋に酔う」とされる。花はふつう薄い紫色で、藤色の色名はこれに由来する。
日本最古の歴史書『古事記』や、奈良時代の地誌である『風土記』では、フジは繊維植物としての記載のみ見られる。日本現存で最古の和歌集『万葉集』にも、繊維植物としてのフジを詠んだ歌が1首ある。貝原益軒が編纂した『大和本草』（1708年ごろ）には、「葉若き時、食うべし」「その実を炒りて酒に入れれば酒敗れず、敗酒に入るれば味正しくなる由」とあり、フジの利用法についての記載がみられる。
「藤波」という語はフジの花が波打つ様を指す言葉として古くから用いられたもので、万葉の歌人は藤波（藤浪）と表現した。『万葉集』にはフジを詠んだ歌が27首ある中で、18首までがこれに触れたものである。
藤原の姓は中臣鎌足が天智天皇から669年に賜ったものとされるが、その由来は彼の出自である大和国高市郡の藤原に由来するとも言われ、春日山のフジは春日神社がこの一族の氏神であったことから手厚い保護を受けたとも言われる。
藤の花や葉を図案化した家紋「藤紋」があり、十大家紋に数えられている程多くの家に使用されている。
また、山形県鶴岡市(旧藤島町)に藤の花地区が地名として存在する。